# Енджі
Енджі — чоловіче і жіноче ім'я, в англійській мові часто зменшувальне від Анджела, Анджеліна, Ангус, Енджел.
Відомі носії:
- Енджі Бейнбрідж — австралійська плавчиня
- Енджі Беквіт — американська вчена-фітопатолог та ботанік
- Енджі Бланд — бельгійська волейболістка
- Енджі Гармон — американська акторка і модель
- Енджі Дікінсон — американська акторка
- Енджі Евергарт — американська фотомодель, акторка та продюсер
- Енджі Сепеда — колумбійська акторка
- Енджі Севідж — американська порноакторка
- Енджі Томас — американська письменниця